# Gorges de Kola

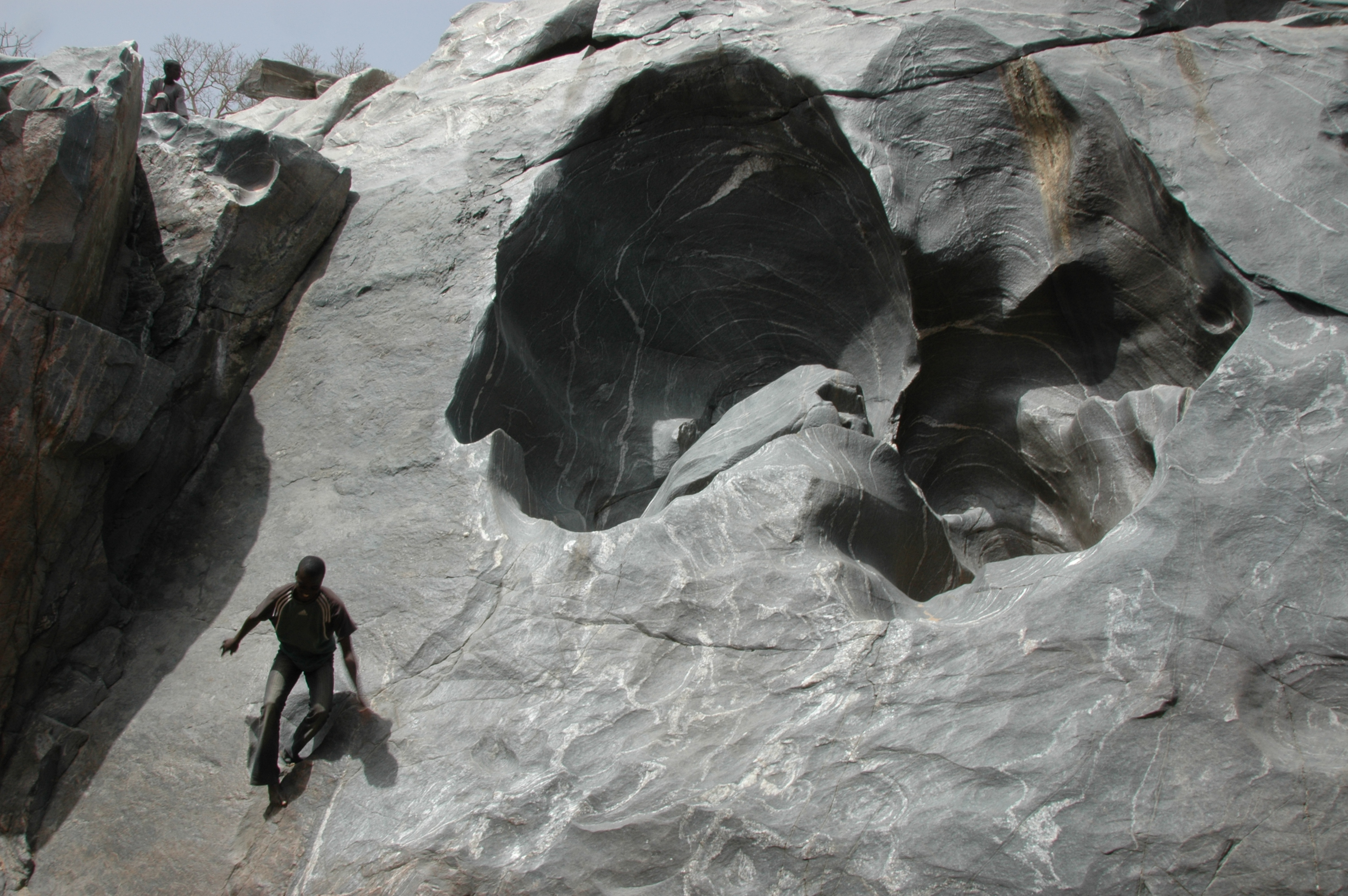
Roches typiques des gorges de Kola

Les gorges de Kola sont situées sur le territoire de la commune de Guider dans le Nord Cameroun. Les Kola, une tribu Daba du Diamaré dans l'Extrême-Nord du pays, sont les premiers habitants et ont donné leur nom à ce lieu.

## Géographie

### Topographie
D'une longueur de 4 [réf. nécessaire] kilomètres, elles sont ouvertes au public et non aménagées. La visite à l'intérieur des gorges ne peut se faire qu'aux basses eaux.
Leur profondeur atteint trente à trois cent cinquante mètres. Une cascade de vingt mètres et une grotte se trouvent à la fin du parcours.
Certains pierres atteignent 20 m de profondeur, elles ont été polis par le flot des eaux. 

### Hydrographie
Il n'existe pas de mesures de débit pour la rivière dite sous-marine.

### Écosystème

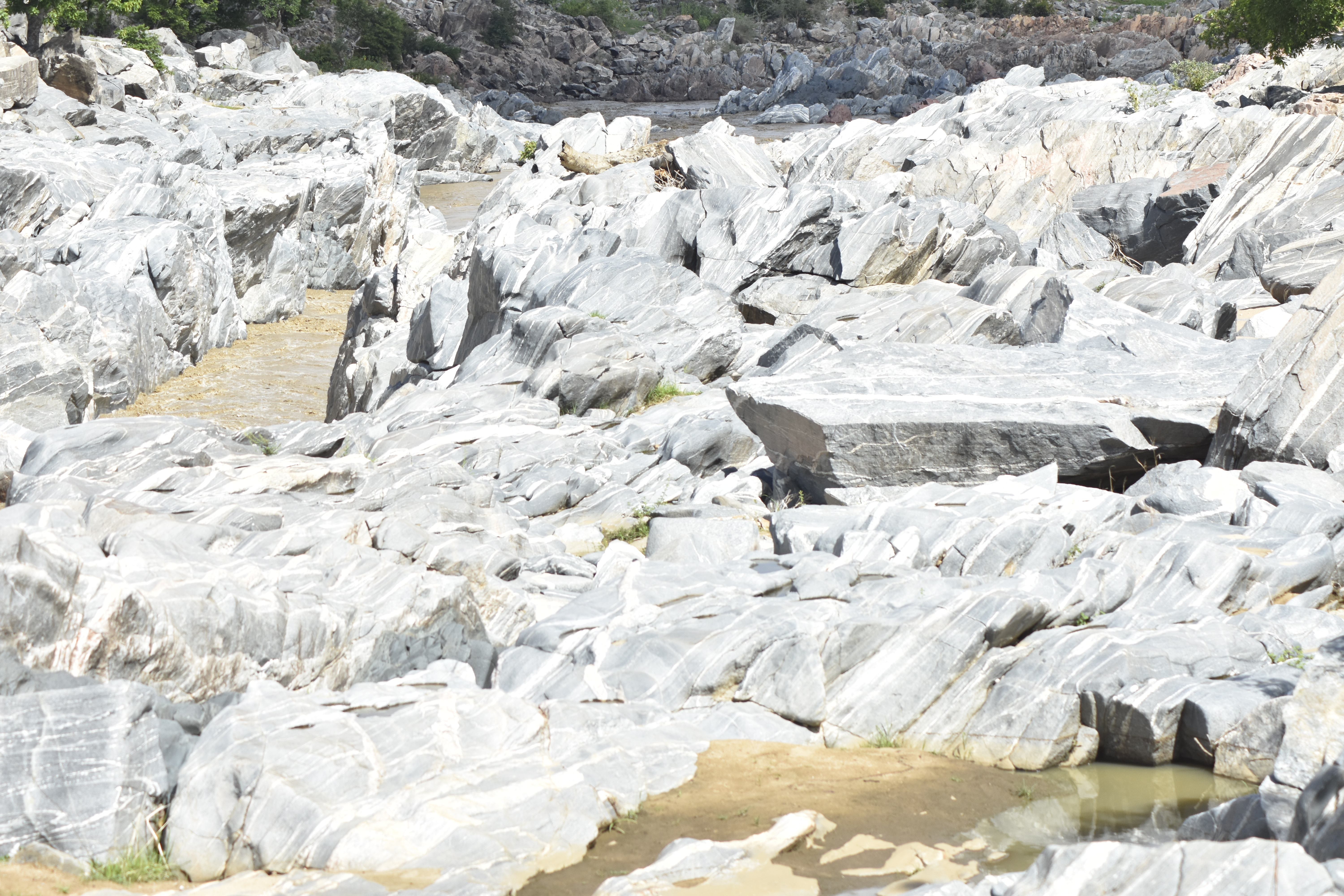
Gorge de Kola dans le Nord au Cameroun

Dans les gorges, le débit des eaux et la météorologie influencent fortement la présence de faune et flore.
Une légende soutiendrait également que les poissons y apparaîtraient uniquement une fois par an avec une pêche de masse possible pendant une durée maximale d'un mois.
La légende populaire véhicule qu'une chambre ou un appartement dédié au diable se trouverait dans cette grotte.

## Tourisme
À 6 km du centre urbain de Guider on aperçoit des rochers polis par le flot des eaux. Une grotte localisée dans le village de Kola est située sur le lit du Mayo-Louti. Le site est visible en période d’étiage, environ 9 mois sur 12.
L'endroit est calme et reposant. Le paysage merveilleux. L’alpinisme ou le saut à l’élastique peuvent y être pratiqués,,,,,,,.
Pour soutenir le développement touristique de cette zone, le site des gorges de Kola a été électrifié par une micro-centrale solaire en 2014.

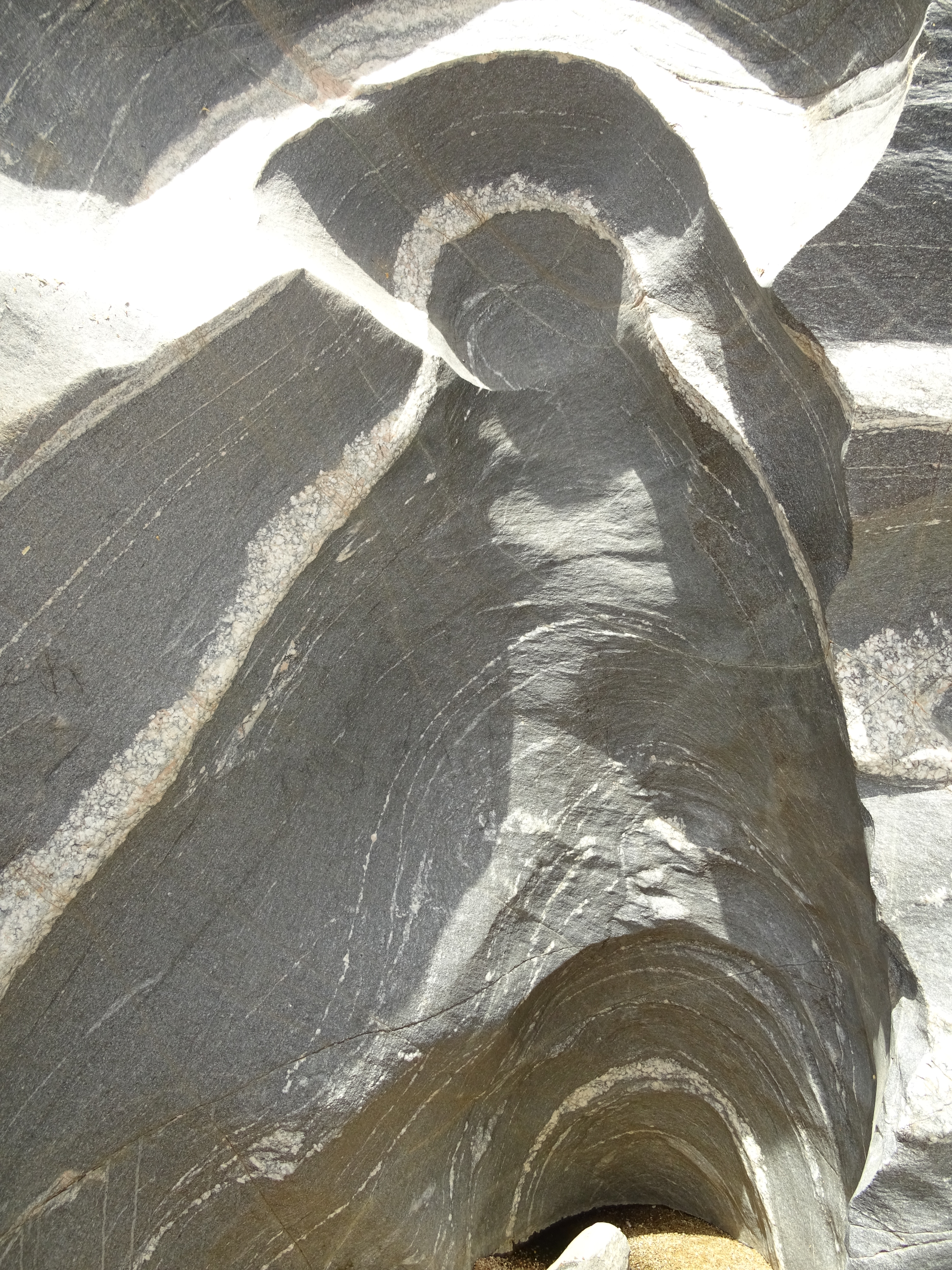
Bague de Gorge de Kola
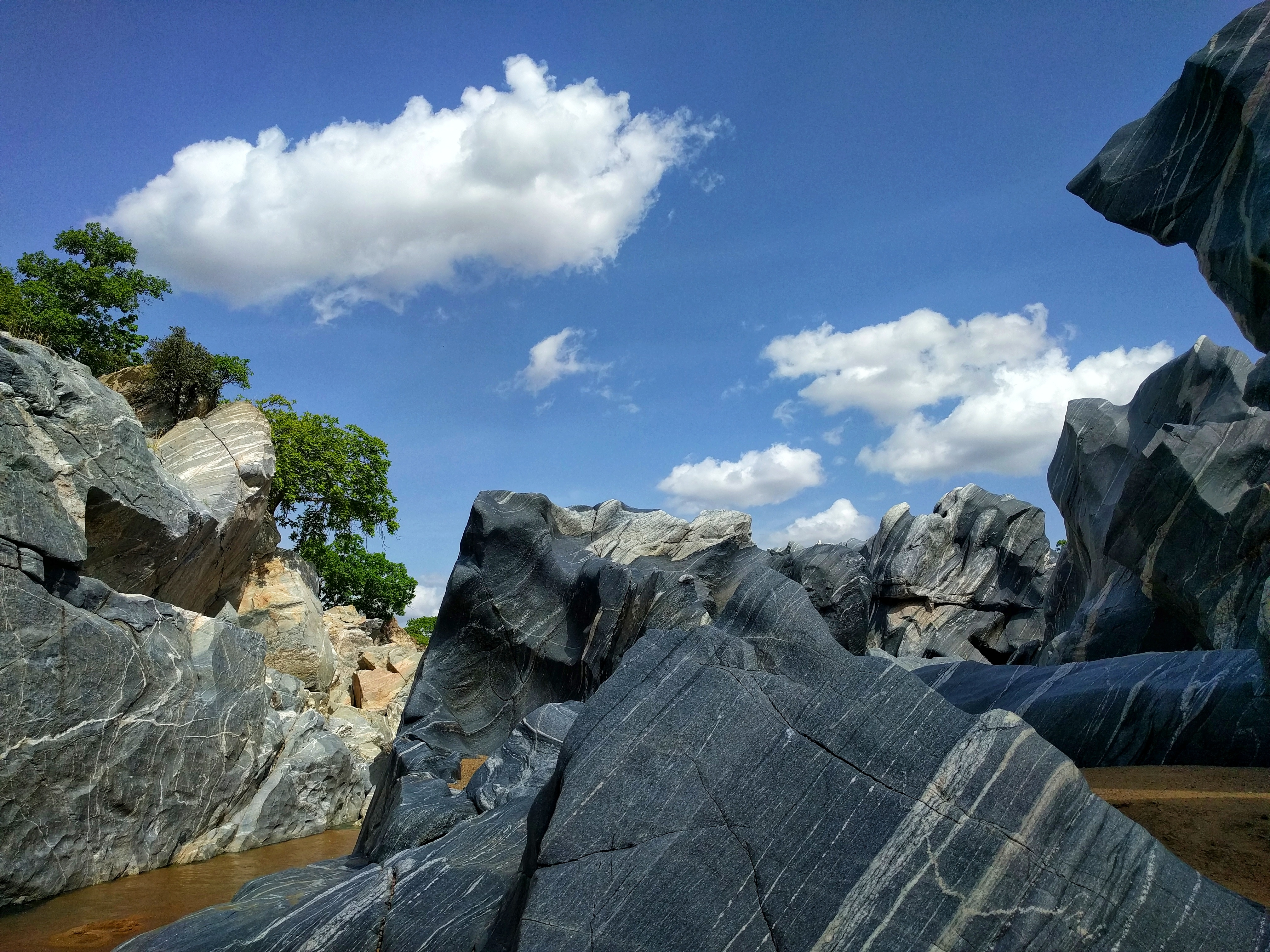
Gorge de Kola
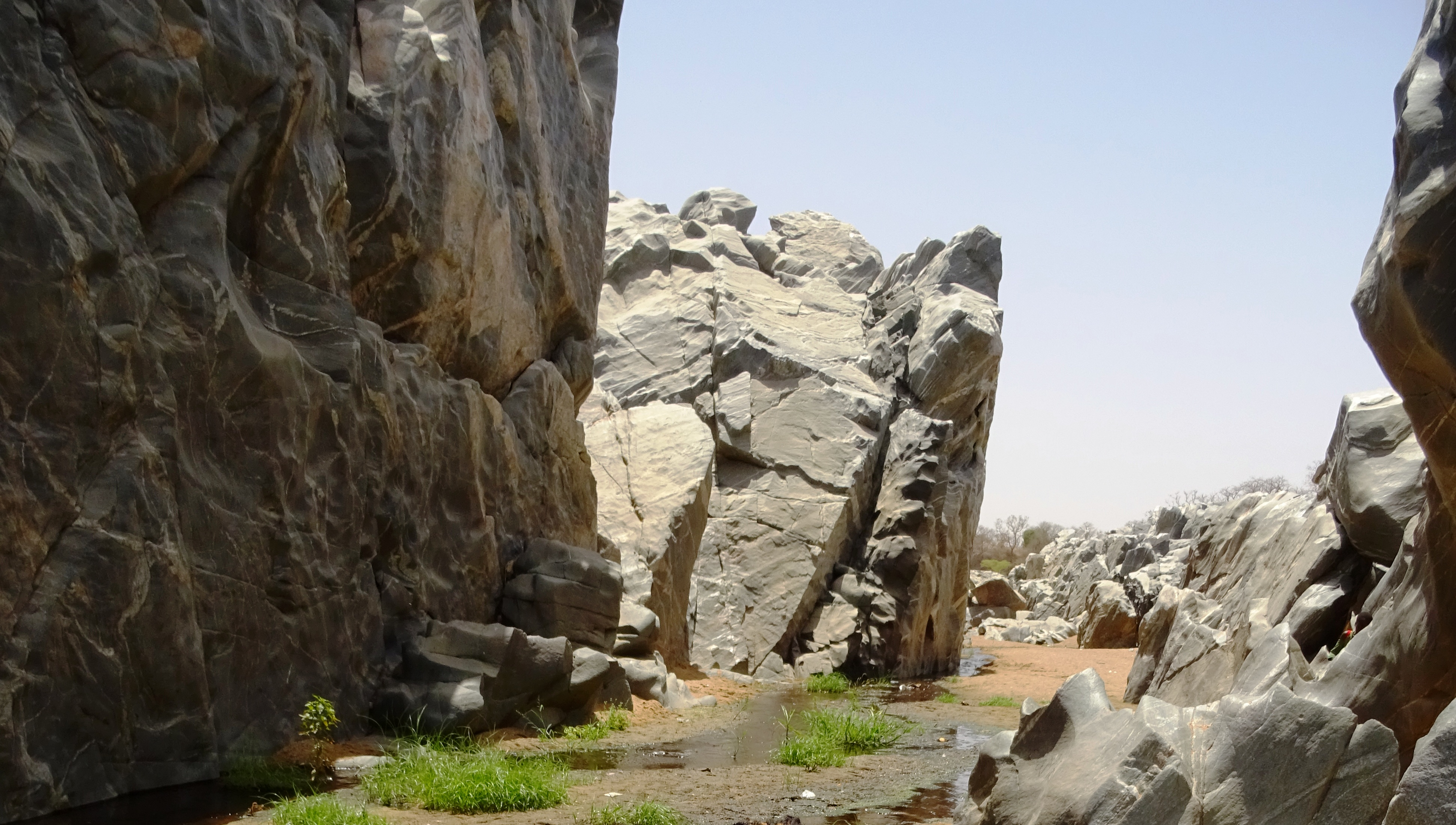
Gorge de Kola en début de saison sèche